# Darnell Mooney
(en) Statistiques sur pro-football-reference
Darnell Mooney, né le 29 octobre 1997 à Gadsden en Alabama, est un sportif professionnel américain de football américain jouant au poste de wide receiver dans la National Football League (NFL) depuis la saison 2020 et pour la franchise des Falcons d'Atlanta depuis la saison 2024. 
Auparavant, il a joué au niveau universitaire dans la NCAA Division I FBS pendant quatre saisons pour la Green Wave de l'université Tulane (2016-2019). 
Sélectionné lors du 5e tour de la draft 2020 par la franchise des Bears de Chicago, il y reste quatre saisons puis rejoint les Falcons d'Atlanta en mars 2024.

## Biographie
Mooney joue comme titulaire pendant quatre saisons avec la Green Wave de Tulane. Wide receiver rapide, mais peu physique, les Bears de Chicago échangent deux choix de sixième tour pour le sélectionner au 173e rang de la draft 2020.
Au cours de ses premières saisons, il est considéré comme deuxième receveur de l'équipe. Après le départ d'Allen Robinson, il est pressenti pour prendre la place de ce dernier dès 2022. Il est en effet titulaire lors de 12 premiers matchs avant de se blesser à la cheville ce qui met un terme à sa saison. Ses statistiques sont les plus basses en 2023. Il souffre d'une commotion en 15e semaine et rate le reste de la saison, ne totalisant que 31 réceptions, 414 yards, et un touchdown.
Agent libre, il signe un contrat de trois ans pour un montant de 39 millions de dollars avec les Falcons d'Atlanta le 12 mars 2024. En 5e semaine cpntre les Buccaneers à l'occasion du Thursday Night Football, Mooney réussit 9/16 réceptions pour un gain de 105 yards et deux touchdowns.

## Statistiques
| Année       | Équipe               | Statut      | MJ |     | Passes réceptionnées | Passes réceptionnées | Passes réceptionnées | Passes réceptionnées |       | Courses | Courses | Courses | Courses |
| Année       | Équipe               | Statut      | MJ | Nb. | Yards                | Moy.                 | TD                   | Nb.                  | Yards | Moy.    | TD      |         |         |
| 2016        | Green Wave de Tulane | Fr.         | 09 | 24  | 267                  | 11,1                 | 2                    | 4                    | 22    | 5,5     | 0       |         |         |
| 2017        | Green Wave de Tulane | So.         | 11 | 34  | 599                  | 17,6                 | 4                    | 0                    | 0     | 0,0     | 0       |         |         |
| 2018        | Green Wave de Tulane | Jr.         | 13 | 48  | 993                  | 20,7                 | 8                    | 1                    | 06    | 6,0     | 0       |         |         |
| 2019        | Green Wave de Tulane | Sr.         | 13 | 48  | 713                  | 14,9                 | 5                    | 0                    | 0     | 0,0     | 0       |         |         |
| Totaux NCAA | Totaux NCAA          | Totaux NCAA | 46 | 154 | 2 572                | 16,7                 | 19                   | 5                    | 28    | 5,0     | 0       |         |         |

| Année        | Équipe            | MJ |                | Passes réceptionnées | Passes réceptionnées | Passes réceptionnées | Passes réceptionnées |                | Courses        | Courses        | Courses | Courses |  | Fumbles | Fumbles |
| Année        | Équipe            | MJ | Nb.            | Yards                | Moy.                 | TD                   | Nb.                  | Yards          | Moy.           | TD             | Nb.     | Perdus  |  |         |         |
| 2020         | Bears de Chicago  | 16 | 61             | 0 631                | 10,3                 | 4                    | 4                    | 20             | 6,4            | 0              | 1       | 1       |  |         |         |
| 2021         | Bears de Chicago  | 17 | 81             | 1 055                | 13,0                 | 4                    | 6                    | 32             | 7,5            | 1              | 0       | 0       |  |         |         |
| 2022         | Bears de Chicago  | 12 | 40             | 0 493                | 12,3                 | 2                    | 1                    | 02             | 8,1            | 0              | 0       | 0       |  |         |         |
| 2023         | Bears de Chicago  | 15 | 31             | 0 414                | 13,4                 | 1                    | 2                    | 05             | 6,8            | 0              | 0       | 0       |  |         |         |
| 2024         | Falcons d'Atlanta | 16 | 64             | 0 992                | 15,5                 | 5                    | 0                    | 0              | 0,0            | 0              | 0       | 0       |  |         |         |
| 2025         | Falcons d'Atlanta | ?  | Saison à venir | Saison à venir       | Saison à venir       | Saison à venir       | Saison à venir       | Saison à venir | Saison à venir | Saison à venir | ?       | ?       |  |         |         |
| Totaux NFL   | Totaux NFL        | 76 | 277            | 3 585                | 12,9                 | 16                   | 13                   | 59             | 7,2            | 1              | 1       | 1       |  |         |         |
| Totaux Bears | Totaux Bears      | 60 | 213            | 2 593                | 12,2                 | 11                   | 13                   | 59             | 7,2            | 1              | 1       | 1       |  |         |         |